# 烏野賢太
烏野 賢太（うの けんた、1967年12月20日 - ）は、徳島県出身の競艇選手。登録番号3304。身長164cm。血液型O型。60期。徳島支部所属。ニックネームは「波乗り賢太」「GRU」。師匠は中道善博で、同じ徳島支部所属の濱村芳宏は同期生である。通算優勝回数は91回（2022年8月14日現在）。

## 来歴
- 1987年7月18日、鳴門競艇場でデビュー。当初は4月のデビュー予定だったものの、直前の練習中に激突事故を起こして顎と首を骨折する瀕死の重傷を負い[1]、同期生よりも3か月遅れのデビューとなった。
- 1989年5月、宮島競艇場で初優勝。
- 2001年尼崎競艇場・総理大臣杯でSG初優勝[1]。
- 2009年7月12日、平和島競艇場での「第6回サントリーカップ」で通算70回目の優勝を飾った。
- 2022年9月23日、丸亀競艇場での「丸亀-1グランプリ カルビーカップ」の2日目第6レースにおいて勝利を収め、通算2500勝を達成[2]。

## SG・GIタイトル

### SG
- 2001年
  - 第36回総理大臣杯競走（尼崎競艇場）
- 2003年
  - 第6回競艇王チャレンジカップ競走（びわこ競艇場）

### GI
- 1994年
  - 児島 開設42周年記念 競艇キングカップ
- 1995年
  - 児島 開設43周年記念 競艇キングカップ
  - 丸亀 第9回新鋭王座決定戦競走
  - 丸亀 開設43周年記念 京極賞競走
- 1996年
  - 鳴門 第38回四国地区選手権競走
- 1997年
  - 平和島 開設43周年記念 トーキョーベイカップ競走
- 1999年
  - 鳴門 開設46周年記念 大渦大賞
- 2000年
  - 平和島 開設46周年記念 トーキョーベイカップ競走
  - 児島 開設48周年記念 競艇キングカップ
- 2001年
  - 浜名湖 開設48周年記念 浜名湖賞
- 2002年
  - 常滑 開設49周年記念 マーメイドグランプリ
- 2004年
  - びわこ モーターボート大賞競走
  - 住之江 第32回高松宮記念特別競走
- 2006年
  - 平和島 開設52周年記念 トーキョーベイカップ競走

## 人物・エピソード
- 漫画「バリバリ伝説」や映画「汚れた英雄」に影響を受け、もともとはバイクレーサーを目指していた[1]。競艇選手を目指したのも「賞金を稼いでバイクレーサーになるため」だったというが[1]、その後「バイクのレースよりもボートレースの方が面白いことに気づいた」ことで競艇に専念するようになったと語る[3]。
- 試行錯誤の末に独自のモンキーターンを編み出したことから「ハイテクモンキー」や「賢太スペシャル」という名で呼ばれている。
- 愛称の「GRU」は「Great Racer Uno」の略である。これはテレビドラマ「GTO」主演の反町隆史の「グレートだぜ!」という決めゼリフのモノマネをSGやG1の開会式で披露したことがきっかけで定着したもの[3][4]。
- 毎年、徳島で行われている阿波踊りにも参加しており[1]、開催される2か月前から毎日練習を重ね[3]、開催期間中は出場斡旋がかからないように調整している。